# Sarıçubuk, Elâzığ
Sarıçubuk là một xã thuộc thành phố Elâzığ, tỉnh Elâzığ, Thổ Nhĩ Kỳ. Dân số thời điểm năm 2011 là 691 người.